# Кантов, Дмитрий Владимирович
Дмитрий Владимирович Кантов (род. 14 марта 1965, Красная Горбатка, Владимирская область) — русский поэт, российский церковный писатель, православный гимнограф.

## Биография
Родился в посёлке Красная Горбатка Владимирской области. В 1986 году окончил факультет русского языка и литературы Владимирского педагогического института. Работал учителем в школе, звукооператором на заводском радио, руководителем кружка во дворце пионеров, заведующим канцелярией епархиального управления, преподавал церковнославянский язык во Владимирской Свято-Феофановской духовной семинарии.
Публикуется с 1983 года. Стихи печатались в журналах «Звезда», «День и ночь», в «Литературной газете», в антологиях «Крым в русской поэзии» и «Молодая поэзия России» (на английском языке, США).
Член Союза российских писателей (1995), председатель Правления Владимирского отделения Союза российских писателей Архивная копия от 1 декабря 2017 на Wayback Machine (2017).
Автор текстов на музыку Сергея Зубковского «Земля Владимирская наша» и «Наш Владимир».
Составитель акафистов православным святым Владимирской области: святителю Афанасию (Сахарову), святителю Аресению Элассонскому, благоверному князю Андрею Боголюбскому, праведному Савве Мошокскому. Перевёл на современный русский язык «Цветник священноинока Дорофея» — памятник древнерусской письменности XVII века. Живёт и работает во Владимире.

## Награды и премии
- Городская премия в области культуры, искусства и литературы (Владимир, 2008)
- Премия журнала «Звезда» [4] (Санкт-Петербург, 2009) https://www.svoboda.org/a/1955682.html Архивная копия от 1 декабря 2017 на Wayback Machine
- Городская премия в области литературы (Владимир, 2012)[5]
- Премия «За верность Слову и Отечеству» имени первого редактора «Литературной газеты» Антона Дельвига (2014)[6][7]

## Публикации
Поэтические сборники
- Первая книга. — Владимир: Золотые ворота, 1994.
- Навыки прежней эпохи: стихи. — Владимир: Фолиант, 2008. — 124 с. — ISBN 978-5-88990-059-7
- Привычный размыкая круг : стихи. — Владимир : Издательство ИП Журавлева, 2010. — 117 с. — ISBN 978-5-903738-28-1
- Золотые ворота России: книга стихов. — Владимир : Транзит-ИКС, 2012. — 53 с. — ISBN 978-5-8311-0656-5
- По прихоти сюжета: стихи. — Владимир : Транзит-ИКС, 2013. — 92 с. — ISBN 978-5-8311-0782-1.
- Московский астролом: поэмы. — Владимир : Транзит-ИКС, 2015. — 182 с. — ISBN 978-5-8311-0917-7. — 300 экз.
- Великий князь Андрей : [историческая драма в пяти действиях, в стихах] / художник Юрий Ткачёв. — Владимир: Транзит-ИКС, 2017. — 183 с. — ISBN 978-5-9500326-2-2. — 1000 экз.
- Счастье было — сетовать грешно: [сборник стихов] / художник — Юрий Ткачёв. — Москва : У Никитских ворот, 2018. — 270 с. — ISBN 978-5-00095-491-1. — 300 экз.
- Двухдневный праздник : драматическая поэма. — Владимир : Транзит-ИКС, 2019. — 56 с. — ISBN 978-5-8311-1217-7. — 100 экз.
- В тот самый день : книга стихов. — Владимир : Транзит-ИКС, 2019. — 91 с. — ISBN 978-5-8311-1259-7. — 500 экз.
- Владимирский кремль : стихи / художник — Ю. Ткачёв. — Владимир: Транзит-ИКС, 2021. — 187 с. — ISBN 978-5-8311-1388-4. — 500 экз.
- Пьесы в стихах / художник Ю. К. Ткачёв. — Белгород : Константа, 2022. — 288 с. — ISBN 978-5-907380-87-5. — 500 экз.
- Там, где мы с тобой : стихотворения. — Владимир : Транзит-ИКС, 2023. — 59 с. — ISBN 978-5-8311-1513-0. — 120 экз.
- Встречный свет : стихотворения / художник Ю. Ткачёв. — Владимир : Транзит-ИКС, 2023. — 110 с. — ISBN 978-5-8311-1496-6. — 300 экз.

В соавторстве с И. В. Кудряшовой
- Дмитриевская, Ирина. Сердце без тебя осиротело: рассказы. — Владимир, 2015. — ISBN 978-5-8311-0937-5

Работы по церковной истории, православная агиография и гимнография
- Свято-Никольский Волосов женский монастырь. — Владимир: Издательство Владимирской епархии, 2003.
- Акафист и синаксарий Святителю Афанасию, епископу Ковровскому, исповеднику и песнописцу. — Владимир: Транзит-ИКС, 2005. — 34 с. — ISBN 5-8311-0193-2.
- Житие священномученика Константина Вязниковского. — Владимир: Издательский отдел Владимирского епархиального управления, 2006. — 37 с.
- Житие святого праведного пресвитера Саввы Мошокского. — Владимир, 2010.
- Житие святителя Арсения Элассонского, архиепископа Суздальского, с акафистом. — Орел: Картуш, 2010.
  - Житие святителя Арсения Элассонского, архиепископа Суздальского, с акафистом. — Владимир: Транзит-ИКС, 2017. — 29, [14] с. — ISBN 978-5-8311-1060-9. — 2000 экз.
- Святой праведный пресвитер Савва Мошокский: житие, акафист. — Владимир, 2014.
- Свято-Успенский храм села Мошок. — Владимир: Транзит-ИКС, 2016. — 216 с. — ISBN 5-8311-0199-1.
- Жития новомучеников и исповедников Владимирских. — Владимир : Транзит-ИКС, 2017. — 189 с. — ISBN 978-5-8311-1073-9.
- Владимирский Свято-Никольский Волосов женский монастырь: исторический очерк и духовная жизнь. — Владимир: Аркаим, 2018. — 160 с.
- Владимирский Свято-Успенский Княгинин женский монастырь : история и современность. — Владимир : Транзит-ИКС, 2018. — 112 с.
- На святой Владимирской земле : статьи, очерки, публикации. — Владимир : [б. и.], 2020. — 263 с. — ISBN 978-5-4465-2790-8. — 500 экз.
- Архиепископ Владимирский и Суздальский Онисим (Фестинатов). — Владимир: Транзит-ИКС, 2024. — 134 с. — 300 экз. — ISBN 978-5-8311-1561-1.

## Ссылки

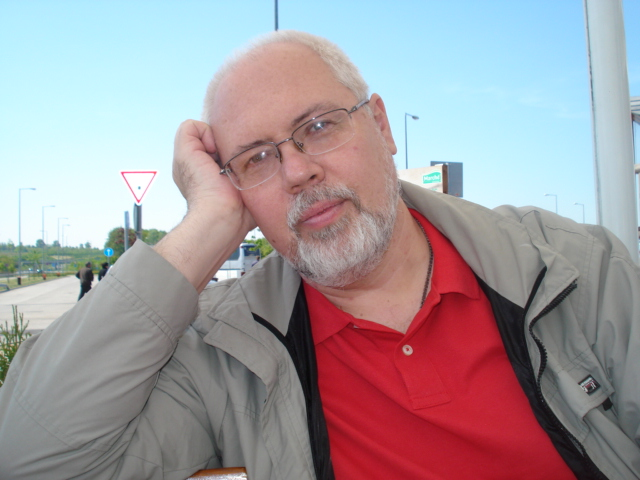
Кантов Д.В., фото 1
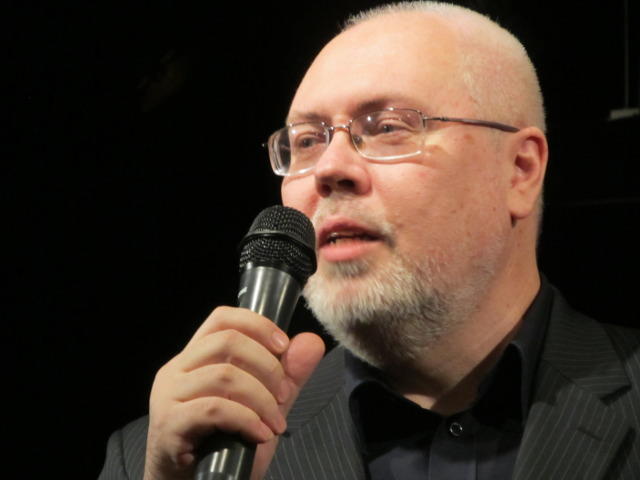
Кантов Д.В., фото 2
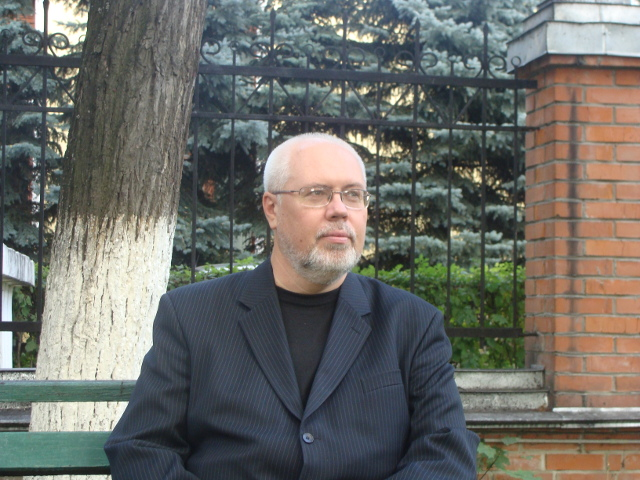
Кантов Д.В., фото 3
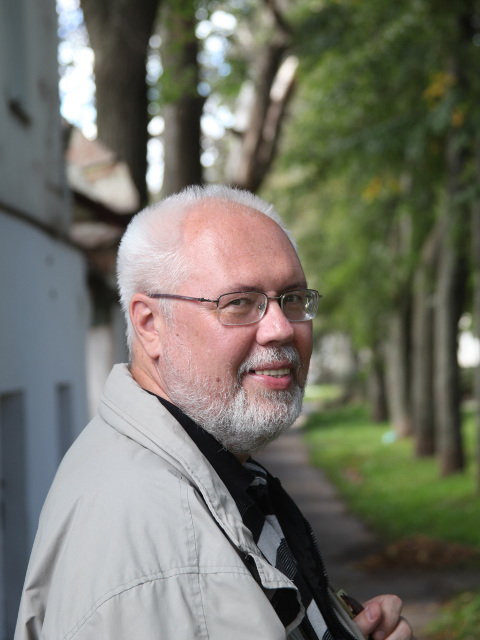
Кантов Д.В., фото 4
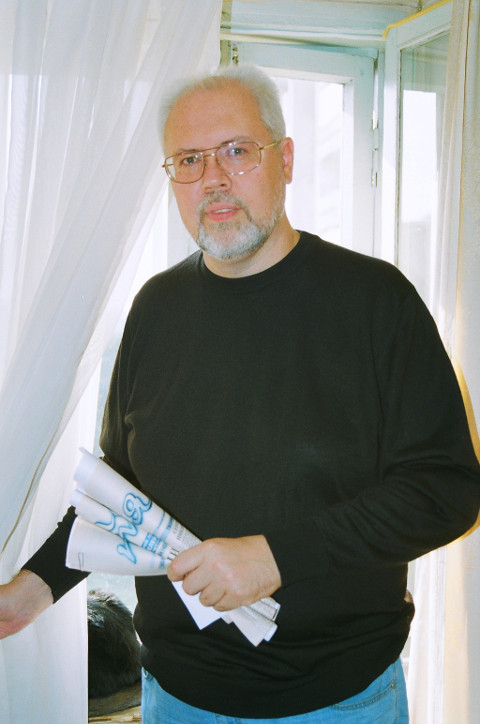
Кантов Д.В., фото 5
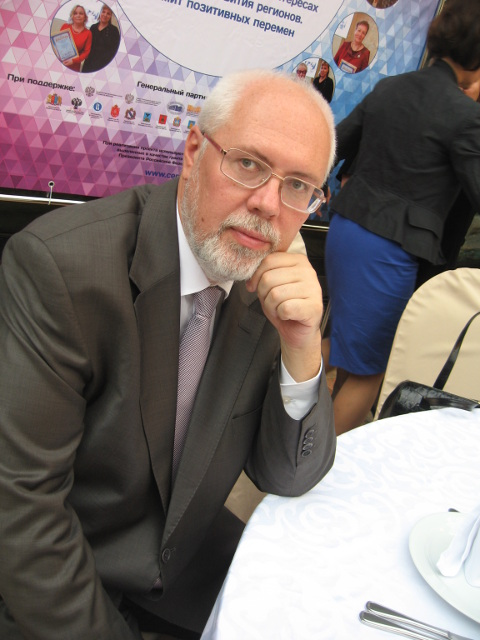
Кантов Д.В., фото 6